# 即応支援部隊
即応支援部隊（そくおうしえんぶたい、アラビア語: قوات الدعم السريع、英語: Rapid Support Forces）は、アフリカ北東部のスーダン共和国の準軍事組織。略称はRSF（アールエスエフ）で、日本語では迅速支援部隊（じんそくしえんぶたい）あるいは高速支援軍（こうそくしえんぐん）とも称される。
RSFはダルフール紛争中にスーダン政府側として戦闘に従事し、なおかつ民間人への虐殺行為を行ったことで知られる民兵組織「ジャンジャウィード」から発展した組織である。ヒューマン・ライツ・ウォッチは、ダルフールにおけるRSFの行動について人道に対する罪に該当するとの見解を示している。スーダン国家情報安全局の管理下にあるが、軍事作戦の実行時はスーダン軍の指揮下に置かれていた。
しかし2025年4月15日に文民政府に対抗する対抗政府『平和統一政府』を設置し、独自の統治を行うことを宣言した。

## 起源
RSFはスーダン政府がダルフール紛争において反政府勢力との戦闘のために用いたジャンジャウィード民兵をルーツとしている。2013年4月に発生した南北コルドファンにおけるスーダン革命戦線（SRF）の共同攻撃を受け、ダルフール地方・南コルドファン州・青ナイル州の反政府勢力と戦うために、ジャンジャウィード民兵組織を再編・復活させて2013年に正式に結成された。

## 指導者と構成員
2013年 - 2014年に創設されて以来、RSFはモハメド・ハムダン・ダガロ（ヘメッティ）が指揮官を務めている。2019年9月現在、ヘメッティの兄であるアブドゥル・ラヒム・ダガロが副司令を務めている。
ヒューマン・ライツ・ウォッチによれば、2014年2月にはダルフール地区に5,000人 - 6,000人の構成員が存在すると推定される。2016～2017年には、イエメン内戦に40,000人のRSFメンバーが参戦した。2019年10月下旬、10,000人がスーダンに帰還していた。2019年には、リビアにおよそ1,000人のRSF兵士が存在しており、ハリファ・ハフタル率いるリビア国民軍（LNA）を支援していた。
ロイター通信によれば、2023年時点でRSFの構成員数は100,000人に上るという。

## 活動

### 移民コントロール
ダルフールにおける役割に加え、RSFはリビアとの国境警備や、スーダンを含むアフリカ諸国がヨーロッパへの移民流出を防止するためのイニシアティブであるハルツーム・プロセスに対応して、エリトリアやエチオピアの難民を検挙するためにも配置されている。

### ビジネス
2017年11月、へメッティはRSFを利用してダルフール地方における金鉱を支配した。これにより、2019年にはスーダンで最も裕福な人物の一人となった。へメッティの兄であり、RSFの副司令であるアブドゥル・ラヒムはAl Junaid社（Al Gunade社とも）を率いており、この企業は金の採掘と取引に関与している。
2019年12月、Global WitnessはRSFおよびAl Junaid社に関する調査を実施し、「RSFとAl Junaidの両者が金融取引において密接に結びついている」と主張し「RSF（とAl Junaid社）はスーダンの金産業の広範囲を取り込み、自分たちの活動資金に使用している可能性が高い」と述べた。これに対し、Al Junaidのゼネラルマネージャーはトムソン・ロイターの取材に対して、「両者の間に密接な繋がりはない」と述べている。
RSFはGSKと称されるスーダンの小規模なテクノロジー企業およびTradive General Trading LLCと称されるアラブ首長国連邦に拠点を置く企業をフロント企業として保有している。両社はへメッティの弟であるアルゴニー・ハムダン・ダグロ・ムサによって支配されている。

## ダルフール紛争
ダルフール紛争中の2014年 - 2015年、RSFはスーダン軍の航空・地上支援を受けながら、反復的に村を攻撃して焼き払い、民家を占拠した。また、村民に暴行、レイプ、処刑などを行った。RSFの処刑やレイプは基本的には反逆者が退去して後に村で行われている。ヒューマン・ライツ・ウォッチによれば、これらの攻撃は組織的なものであり、人道に対する罪の要件を満たすものである。

## ワグネル・グループとの関係
Al Araby TVの報道によれば、「ロシアの準軍事組織であるワグネル・グループとヘメッティの間に繋がりがある」という疑惑が持たれている。
流出した文章や情報によれば、ワグネル・グループはRSFに対して装甲車や武装ヘリコプターなどの訓練や装備を提供したことが報告されている。加えて、2018年にへメッティがロシアを訪問した際、ロシア企業がセキュリティサービスを提供したとされている。
ワグネル・グループはシリア、リビア、中央アフリカ共和国など、世界各地における紛争や人権侵害に関与してきた記録がある。2019年スーダンクーデターにおいてデモ隊に対して残忍な弾圧を実施したり、ダルフールなどスーダン各地で人権侵害を行ってきたとされるRSFの創設者であるへメッティの役割から、人権侵害への関与についても疑われている。
スーダン政府はワグネル・グループとの関連を否定しているが、この報道はへメッティが主権評議会 (Sovereign Council) のポジションを利用して、ロシア企業との関係を構築したことを示唆している。

## 他国の内戦への関与

### リビア内戦
2019年7月、第2次リビア内戦のリビア西部戦線において、約1000名のRSF兵士がリビアに投入され、トブルクを拠点とするハリファ・ハフタル率いるリビア国民軍（LNA）を支援した。LNAは、トリポリを拠点とする国民統一政府と交戦していた。

### イエメン内戦
RSFは2015年からのイエメン内戦に参戦しており、ハーディ政権派の勢力を支援している。
RSFと他のスーダン治安部隊は、サウジアラビアが主導するイエメンへの介入へともに参加し、民間人の殺害やインフラの破壊を実施したことでヒューマン・ライツ・ウォッチから戦争犯罪の疑いを掛けられている。
2016年と2017年には、RSFは約40,000人の兵力をイエメン内戦に投入した。2019年10月後半、10,000人がスーダンに帰還した。

## 2018年 - 2019年のスーダン革命における人権侵害
RSFはスーダン革命中のハルツームの虐殺において抗議者100名を殺害し、500名を負傷させ、女性をレイプし、家屋を強奪した。
2019年6月初旬のイード・アル＝フィトルの初日、「RSFが死亡した抗議者にコンクリートブロックを結びつけ、ナイル川に沈めて発見されないように隠蔽した」との報道が複数あった。The Central Committee of Medical Doctorsは100名以上が殺害されたと発表した。 2019年6月6日、アムネスティ・インターナショナルのクミ・ナイドゥは、RSFの全メンバーをスーダンの全土（特にハルツーム）において警察や法執行機関から排除するように呼びかけた。
ハルツームでの殺害に加え、2018年 - 2019年の危機における人権侵害（70名の男女に対するレイプ、平和的な座り込み活動を標的とした攻撃、病院への攻撃など）はRSFに起因するとされている。
スーダンの医師中央委員会は、「2019年6月10日 - 12日にジャンジャウィード・RSFがAl-Dalij (Al-Delig) 村の市場で9人を射殺した」と報告した。この虐殺および市場を焼き払った行為は、市民の不服従への対応だとされる。

## 2023年のスーダン軍との衝突
2023年4月15日、RSFがスーダン各地の都市から動員を実施し、スーダン軍との間で戦闘が発生した。大統領府およびRSF本部での戦闘が報告された。
この衝突の結果として、RSFはスーダン軍から反政府勢力に指定された。ハルツームの戦いを含む衝突の日、両者がハルツーム国際空港とメロウェ空港、そして主要都市を掌握したと主張した。
スーダンでの戦闘の最中、ロシアの民間軍事会社ワグネルから地対空ミサイルなどの武器供与を受けていると報道があった。
隣国リビアにあるワグネルが使用している基地や、ロシア輸送機のスーダン周辺での活動が異常に増加していることが、衛星写真などから分析されている。
2023年6月1日、アメリカは即応支援部隊とスーダン軍が停戦協議の合意事項に違反したとして、双方の関連企業に対して経済制裁を科すと発表した。対象となった即応支援部隊の関連会社は、金採掘事業を通じて資金を供給している貿易会社が含まれており、部隊の資金源の一部が明らかにされることとなった。
2025年1月7日、アメリカはRSFがジェノサイドを犯したと認定したと発表した。ダガロ司令官とアラブ首長国連邦拠点のRSFの関連企業7社に経済制裁を課した。
スーダン軍との内戦が激化する中、2025年2月22日にRSFは同盟関係にある政治・武装グループと共に、平和統一政府を樹立する憲章に署名。3月26日には主権評議会のアブドゥルファッターハ・ブルハーン議長はスーダン軍がハルツームをRSFより奪還したと宣言したが、ダガロ司令官は4月15日に独自政府の樹立を宣言。15人からなる大統領評議会を設立し、独自の通貨制定や基本的な住民サービスを提供すると発表した。